# Ičikawa (Čiba)
Ičikawa (japonsky 市川市, doslova trh nad řekou) je město v prefektuře Čiba v Japonsku. K roku 2017 měla bezmála 490 tisíc obyvatel.

## Poloha
Ičikawa leží v jihovýchodní části ostrova Honšú, kde spadá do prefektury Čiba v oblasti Kantó. Její západní hranice je vymezena řekou Edo, která ji odděluje od Edogawy spadající pod Tokio, hlavní město celého Japonska. Jižní hranici Ičikawy tvoří pobřeží Tokijského zálivu. Zbylé hranice jsou s jinými městy prefektury Čiba – na jihozápadě s Urajasu, na východě s Funabaši, na severovýchodě s Kamagajou a na severu s Macudem.
Území města má rozlohu necelých šedesát kilometrů čtverečních, ve východozápadním směru zhruba 8,2 kilometru a v severojižním zhruba 13,33 kilometru.

## Dějiny
Na území moderní Ičikawy leželo kdysi hlavní město provincie Šimósa.
Město Ičikawa vzniklo 3. listopadu 1934 sloučením několika menších obcí. Další obce byly přidruženy v letech 1949 a 1955.

### Rodáci
- Júki Abe (* 1981), fotbalista
- Čiaki Minamijamaová (* 1985), fotbalistka